# Gmina Stary Dzierzgoń
Die Gmina Stary Dzierzgoń ist eine Landgemeinde im Powiat Sztumski der Woiwodschaft Pommern in Polen. Ihr Sitz befindet sich im Dorf Stary Dzierzgoń (deutsch: Alt Christburg). Die Gemeinde hat eine Fläche von 185,8 km², auf der 3895 Einwohner (31. Dezember 2020) wohnen.

## Geschichte
In den Jahren 1975–1998 gehörte die Landgemeinde zur Woiwodschaft Elbing.

## Gemeindegliederung
Zur Gmina Stary Dzierzgoń gehören fünfzehn Ortsteile (deutsche Namen) mit einem Schulzenamt:
| - Bucznik - Folwark (Vorwerk) - Górki (Görken) - Kornele (Kornellen) - Lipiec (Lippitz) - Lubochowo (Liebwalde) - Matule (Mothalen) | - Milikowo - Mortąg (Mortung) - Myślice (Miswalde) - Przezmark (Preußisch Mark) - Skolwity (Skollwitten) - Stare Miasto (Altstadt) - Stary Dzierzgoń (Alt Christburg) - Tabory (Taabern) |

Weitere Ortschaften
Weitere Siedlungen der Gemeinde sind:
| - Adamowo (Adamshof) - Bartne Łąki (Bienertwiese) - Bądze (Bensee) - Białe Błoto (Weißbruch) - Danielówka (F. Danielsruhe) - Gisiel (Geißeln) - Giślinek - Kielmy (Vorwerk Köllmen) - Kołtyniany (Kolteney) - Królikowo (Königssee) - Latkowo (Gut Löthen, 1938–1945: Löthen) - Monasterzysko Małe (Klein Münsterberg) - Monasterzysko Nowe - Monasterzysko Wielkie (Groß Münsterberg) - Najatki | - Nowy Folwark - Piaski Morąskie (Sandhof) - Podwiejki (Podweiken) - Pogorzele (Vorwerk Vaterssegen) - Popity (Popitten) - Porzecze (Lodehnen) - Pronie - Prońki - Protajny (Prothainen, 1938–1945: Vorwerk Prothainen) - Pudłowiec (Paudelwitz) - Wartule (Fahrentholz) - Wesoła Kępa - Zakręty (Sakrinten) - Zamek (Schloßhof). |

## Sehenswürdigkeiten und Kulturdenkmale
- Kirche Piotra i Pawła in Lubochowo (14. und 18. Jahrhundert)
- Kirche in Myślice (14. und 19. Jahrhundert)
- Im Dorf Przezmark befindet sich die Ruine der Ordensburg Preußisch Mark des Deutschen Ordens.

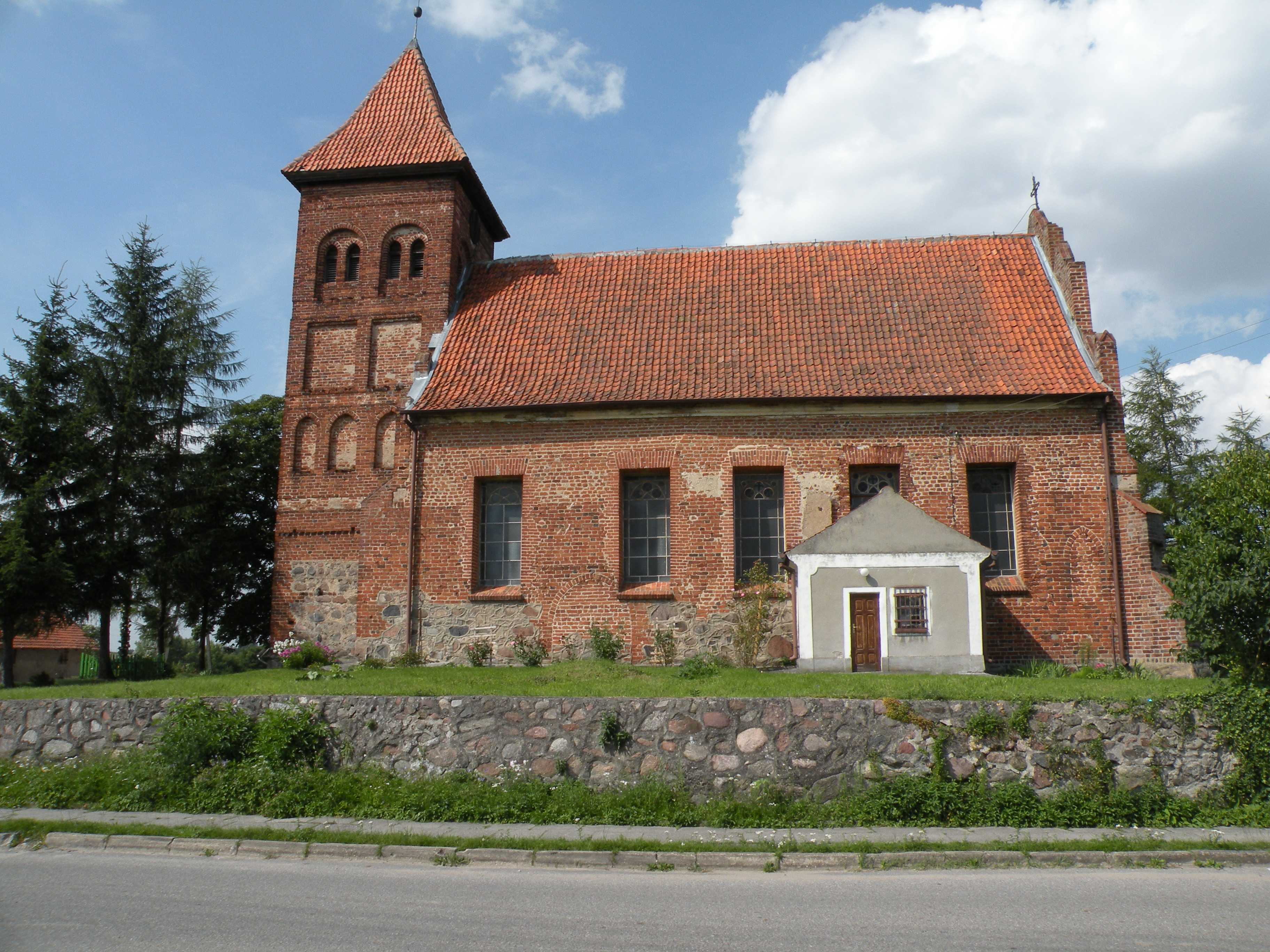
Kirche in Lubochowo
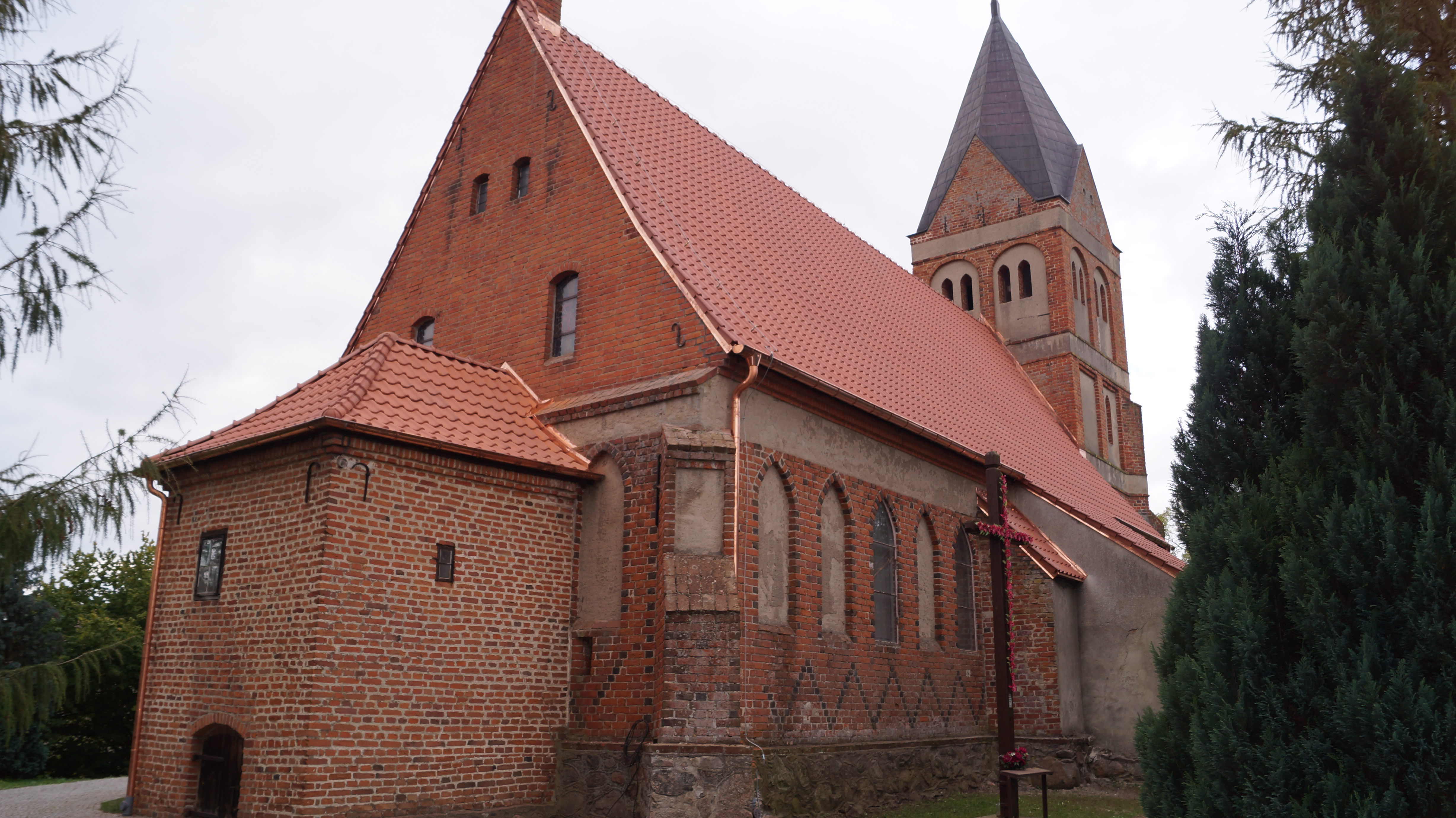
Kirche in Myślice
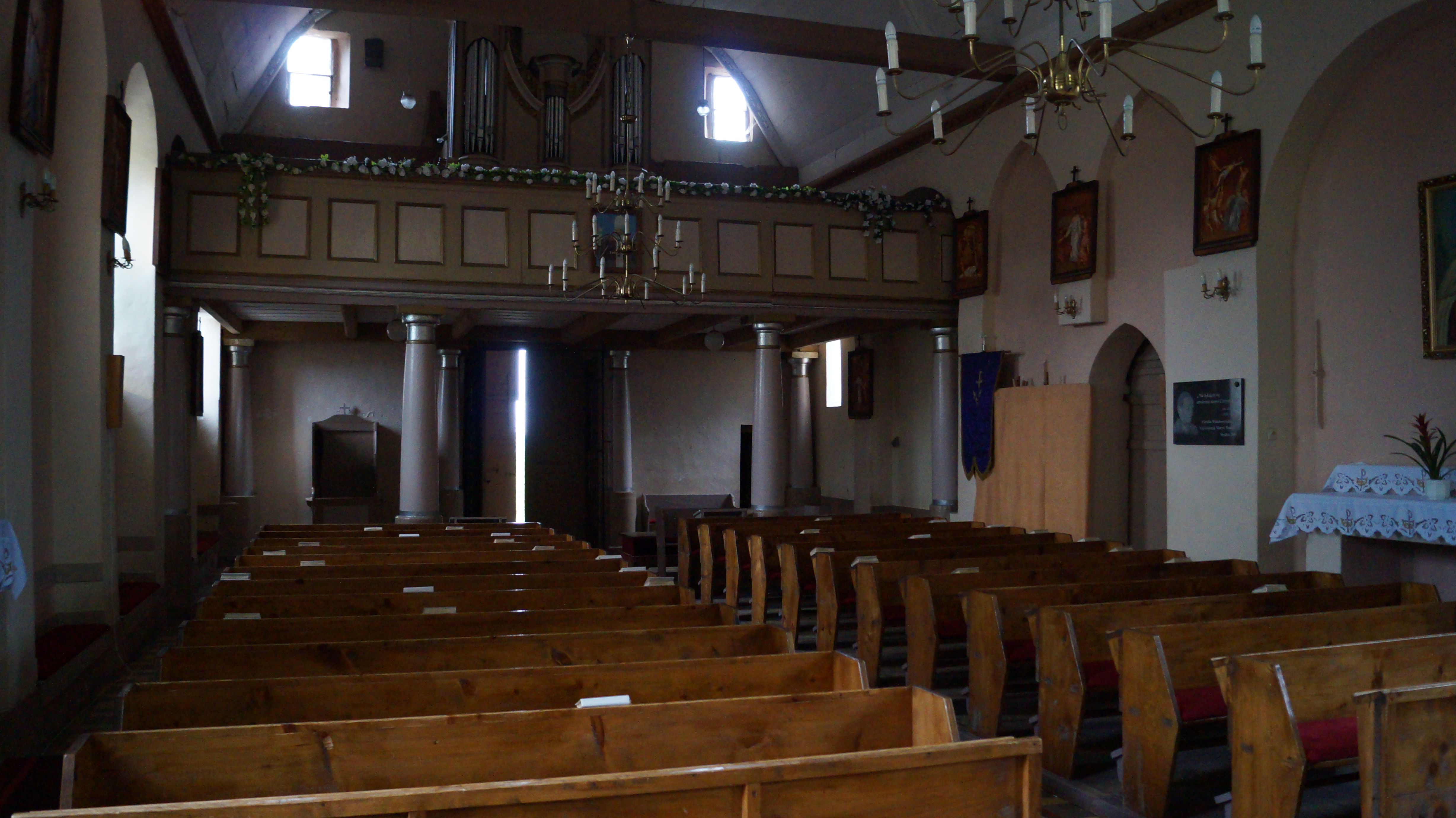
Kircheninneres in Myślice
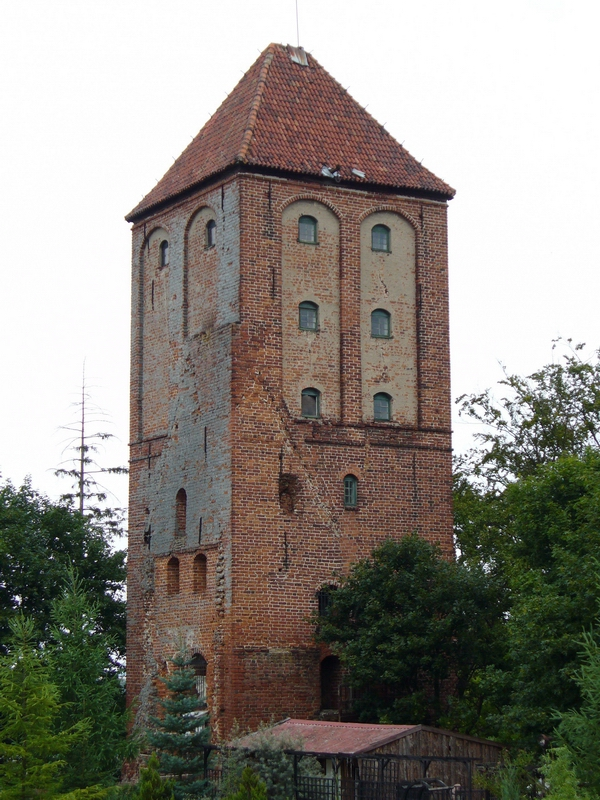
Turm der Ordensburg
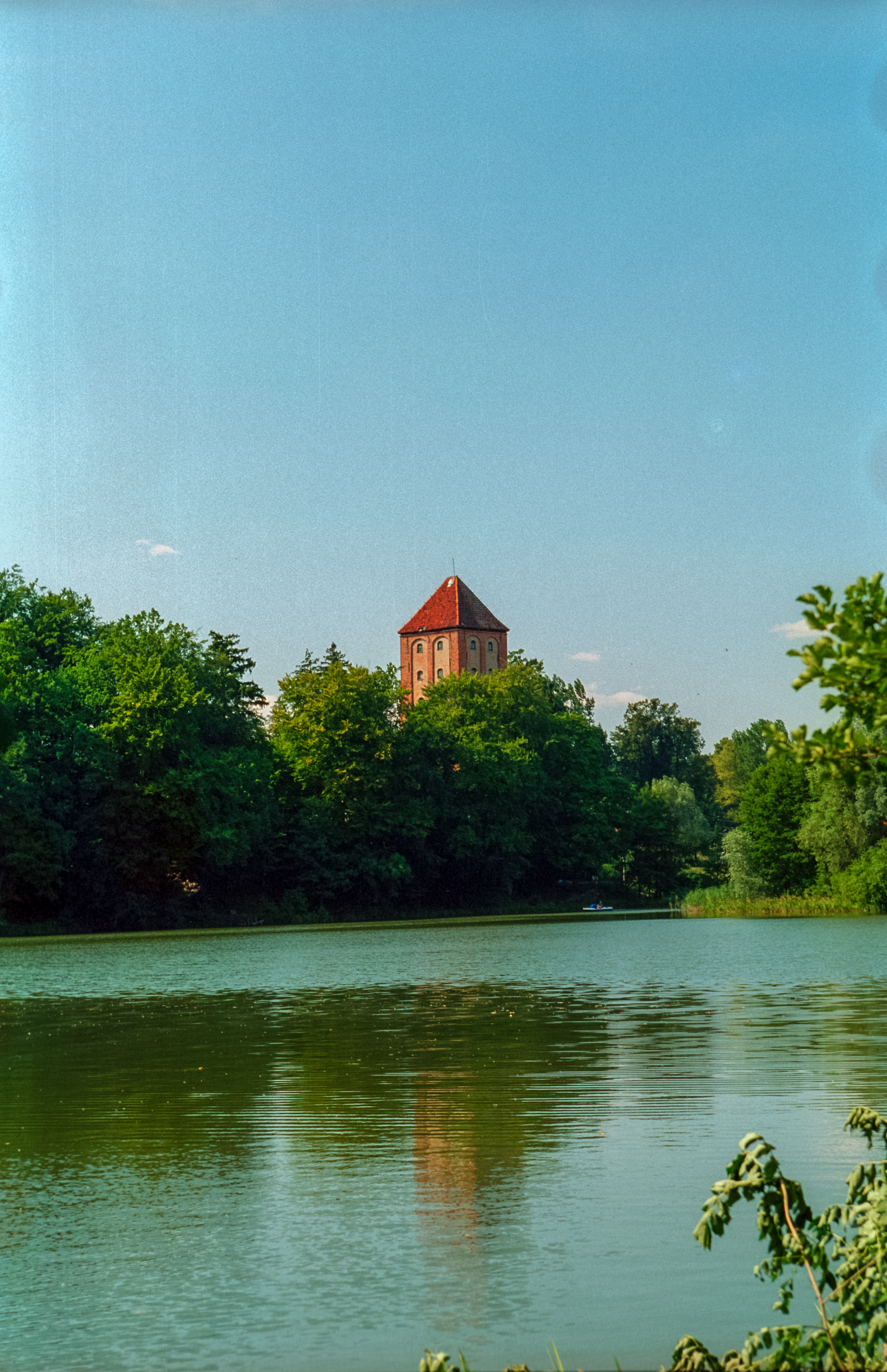
Turm und See
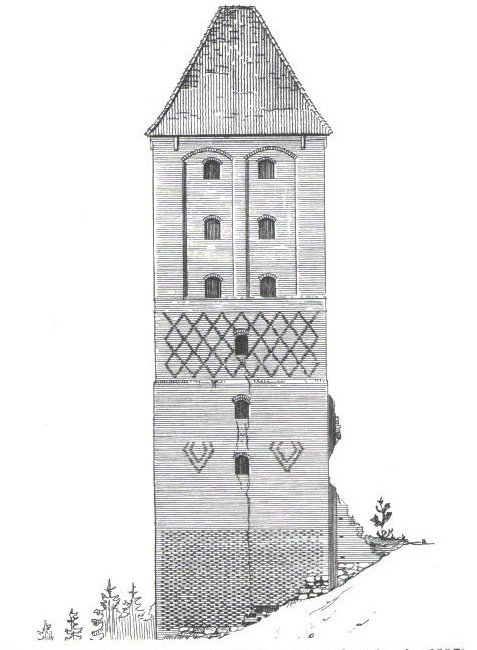
Zeichnung des Turms

## Verkehr
Der Bahnhof Miswalde (Myślice) war bis 1945 Knotenpunkt der Strecken nach Elbing, Allenstein, Osterode, Riesenburg (weitere Stationen: Vorwerk, Alt Christburg, Münsterberg) und Marienburg. Nach 1945 verblieb einzig die Strecke Allenstein–Marienburg (Olsztyn–Malbork), deren Abschnitt Małdyty–Myślice–Malbork seit 1999 nicht mehr im Personenverkehr bedient wird und mittlerweile ganz stillgelegt ist.